# Marcel Bigeard
Marcel Bigeard (Toul, 14 febbraio 1916 – Toul, 18 giugno 2010) è stato un generale francese.
Ha combattuto durante la seconda guerra mondiale, la guerra d'Indocina e d'Algeria. È considerato il principale fautore dei metodi di guerra "non convenzionali", usati dall'esercito francese prima in Indocina e poi in Algeria, metodi che comprendevano anche l'uso della tortura sui prigionieri.
Fu uno tra i più decorati militari francesi, e lo storico comandante del 3º reggimento di paracadutisti coloniali.

## Giovinezza
Nato a Toul il 14 febbraio 1916, figlio di un impiegato delle ferrovie francesi, fu chiamato sotto le armi nel 1936. Servì sulla Linea Maginot, presso Haguenau.

## Seconda guerra mondiale
Nel 1939 fu richiamato in servizio dall'esercito, inizialmente come sergente, nel 79º Reggimento di Fanteria, nel settore fortificato di Hoffen, sempre sulla Linea Maginot. Bigeard scalò in fretta i gradi della gerarchia militare, e raggiunse il grado di adjutant, ma nel 1940, fu catturato dai tedeschi. L'11 novembre 1941, dopo un paio di tentativi falliti, riuscì a fuggire dal campo di prigionia nazista dove era detenuto. Riuscì a raggiungere l'Africa dove si riunì all'esercito francese che operava agli ordini del governo libero di De Gaulle. Fu addestrato dai paracadutisti britannici e paracadutato nella Francia occupata per coordinare la resistenza. Alla fine della guerra, oltre a numerosi riconoscimenti britannici, aveva raggiunto il grado di capitano.

## Indocina
Fu mandato per la prima volta in Indocina nel 1945 al comando di un reparto dell'esercito francese inviato di rinforzo. Dopo essere stato richiamato in Francia, vi tornò nel 1949 prestando servizio nella zona del Golfo del Tonchino.
Il 20 novembre 1953 prese parte alla Operazione Castore, la prima fase della battaglia di Dien Bien Phu, ma venne ben presto richiamato ad Hanoi insieme ai suoi paracadutisti. Bigeard ritornò a Dien Bien Phu il 15 marzo 1954 nel momento in cui la situazione della fortezza stava precipitando sotto gli attacchi dei vietminh; egli si lanciò con il paracadute alla testa del 6º battaglione paracadutisti coloniali (6e bataillon de parachutistes coloniaux) e subito cercò di consolidare la resistenza, risollevando il morale della guarnigione con la sua energia e determinazione.
Dien Bien Phu viene considerata dagli storici la più grande sconfitta militare nel corso delle guerre coloniali successive alla fine della seconda guerra mondiale, i francesi all'epoca contarono, secondo le fonti ufficiali 11.721 prigionieri, di cui solo 3290 vennero riconsegnati alla Croce Rossa francese dopo gli accordi di Ginevra del 1954
Il basso numero di sopravvissuti ai campi di prigionia vietnamiti era dovuto a varie fattori, dal clima alle condizioni igieniche ed ai maltrattamenti ma secondo la testimonianza dello stesso Bigeard anche alla malnutrizione perché i prigionieri francesi ricevano come unica forma di sostentamento una banana al giorno

## Algeria

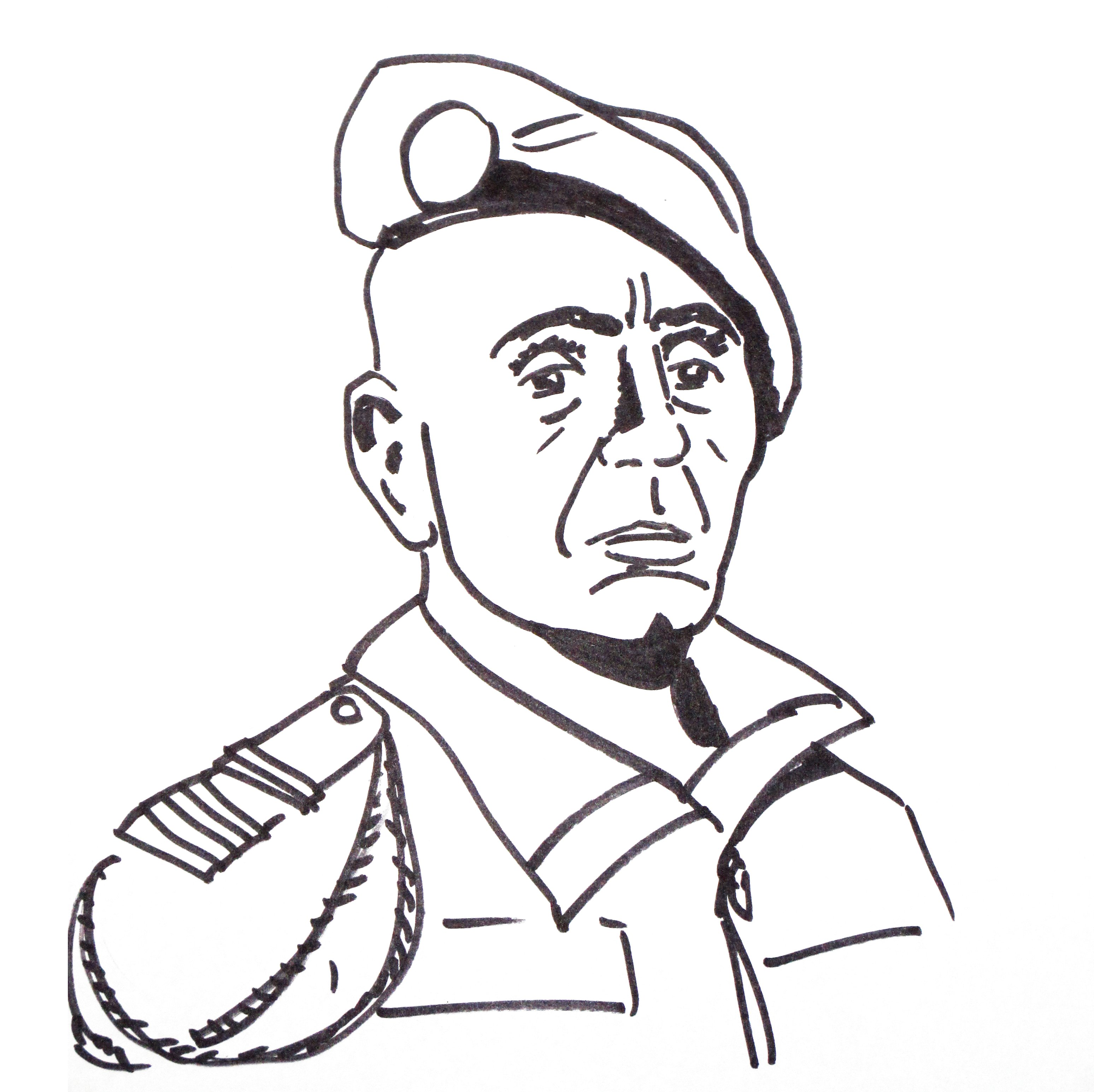
Disegno raffigurante Bigeard.

Durante la Guerra d'Algeria, Bigeard, divenuto colonnello, fu mandato nella capitale algerina alla testa del 3º reggimento di paracadutisti coloniali inquadrato nella 10ª divisione paras del generale Jacques Massu. Compito del reggimento era quello di riportare l'ordine ad Algeri. Fu anche lui a condurre, a partire dal 1957, la famosa Battaglia di Algeri (nella quale fu impegnata l'intera 10ª divisione paracadutisti). Adottò ogni metodo di coercizione e contrasto appreso durante la sua lunga carriera militare (sia nella Resistenza che dai Vietmin in Indocina) per fronteggiare i combattenti del fronte di liberazione dell'Algeria. I suoi metodi controversi prevedevano anche la tortura durante gli interrogatori dei sospettati. Fu accusato di aver organizzato addirittura voli della morte per eliminare e far sparire nel mare membri della guerriglia algerina.
In seguito alle accuse di Paul Aussaresses all'epoca capitano del 1º Reggimento dei paracadutisti ed ex agente del controspionaggio francese durante la seconda guerra mondiale che nel libro Services spéciaux. Algérie 1955-1957 apparso in Francia nel 2001 e pubblicato in traduzione italiana nel 2007 rivelava metodi adottati per interrogare i sospettati della FNL e della ALN, e ottenere le informazioni necessarie per combattere questi due movimenti della guerriglia algerina e infine, se necessario, eliminare le persone interrogate gettandole in mare di fronte al porto di Algeri o da un elicottero come quelli usati per il soccorso sanitario in zone sperdute tra le montagne dell'interno del paese, Marcel Bigeard è stato costretto a difendersi dall'accusa di aver adottato o quantomeno coperto con il proprio silenzio certe pratiche nei mesi più critici della battaglia di Algeri tra il gennaio e il luglio del 1957. Molti verbali degli interrogatori dei sospettati algerini sarebbero stati falsificati o distrutti, al momento in cui la Francia ha perso questo dominio coloniale, per cui ancora oggi ci sono episodi controversi come la morte del ricercatore universitario Maurice Audin su cui esistono diverse versioni e non è stato possibile ricostruire l'esatto svolgimento dei fatti.

## Cinematografia
Nel film del 1966 La battaglia di Algeri di Gillo Pontecorvo, il "colonnello Mathieu", interpretato dall'attore Jean Martin, è ispirato alla figura di Marcel Bigeard.
Nel film del 1966 Né onore né gloria di Mark Robson, tratto dal libro I centurioni di Jean Larteguy, il personaggio del colonnello Raspeguy, interpretato da Anthony Quinn, era sempre ispirato alla figura di Bigeard. L'attore statunitense firmò un autografo con dedica al generale francese: "A voi che questi eventi li avete vissuti, io ho solo recitato".